# Oberjossa
Oberjossa ist ein Ortsteil der Gemeinde Breitenbach am Herzberg im osthessischen Landkreis Hersfeld-Rotenburg.

## Geographie
Oberjossa liegt an der Jossa im Knüll. Die Bundesstraße 62 führt am nördlichen Ortsrand vorbei.

## Geschichte
Das Dorf ist schon früh besiedelt worden, wie archäologische Funde bezeugen.
Um 807/814, tradiert ein Gisalher dem Kloster Fulda seine Güter in Jossa mit Zubehör.
Die älteste bekannte Ersterwähnung des Dorfes erfolgt 802/17 unter dem Namen lassafa (9. Jahrhundert). Es folgen Jaza (1434) und Obernjoss in 1558. In
1585 wohnten 32 Hausgesesse in Oberjossa. Vor 1585 und später zählte es zum Gericht Breitenbach, Amt Neukirchen. Der Dreißigjährige Krieg von 1618 bis 1648 hat Spuren in der Bevölkerung hinterlassen. 1681 lebten nur noch 7 Hausgesesse in Oberjossa. 1780 lebten 4 Leineweber (zugleich Ackerleute), 1 Schneider, 1 Schmied, 2 Wirte, 1 Wagner, 1 Müller, 3 Tagelöhner, 2 einzelne Weibspersonen; 8 reine Ackerleute im Dorfe.
Der Ort gehörte zum Gericht Breitenbach. Nach der Säkularisation ab 1807–1813 gehört es zum Königreich Westphalen, Departement der Werra, Distrikt Hersfeld, Kanton Breitenbach. Von 1814 bis 1821 wechselte es zum Kurfürstentum Hessen, Grafschaft Ziegenhain, Amt Neukirchen.
- 1908 wurde die Schule errichtet.
- Die Bahnstrecke Bad Hersfeld–Treysa wurde von 1914 bis 1999 betrieben.

Im Zuge der Gebietsreform in Hessen fusionierten mit Wirkung zum 31. Dezember 1971 die bis dahin selbständigen Gemeinden Breitenbach am Herzberg, Hatterode und Oberjossa freiwillig zur neuen Großgemeinde Breitenbach am Herzberg. Für die nach Breitenbach eingegliederten Gemeinden wurde je ein Ortsbezirk mit Ortsbeirat und Ortsvorsteher nach der Hessischen Gemeindeordnung gebildet.

## Bevölkerung
Einwohnerstruktur 2011
Nach den Erhebungen des Zensus 2011 lebten am Stichtag, dem 9. Mai 2011, in Oberjossa 230 Einwohner. Darunter waren 3 (1,3 %) Ausländer.
Nach dem Lebensalter waren 33 Einwohner unter 18 Jahren, 99 zwischen 18 und 49, 63 zwischen 50 und 64 und 42 Einwohner waren älter. Die Einwohner lebten in 75 Haushalten. Davon waren 15 Singlehaushalte, 18 Paare ohne Kinder und 39 Paare mit Kindern, sowie 6 Alleinerziehende und keine Wohngemeinschaften. In 9 Haushalten lebten ausschließlich Senioren und in 48 Haushaltungen lebten keine Senioren.
Einwohnerentwicklung
| Quelle: Historisches Ortslexikon |                                  |
| • 1585:                          | 32 Hausgesesse                   |
| • 1639:                          | keine Angaben                    |
| • 1681:                          | 7 Hausgesesse                    |
| • 1780:                          | 19 Wohnhäuser mit 127 Einwohnern |

| Zella: Einwohnerzahlen von 1780 bis 2011 | Zella: Einwohnerzahlen von 1780 bis 2011 | Zella: Einwohnerzahlen von 1780 bis 2011 | Zella: Einwohnerzahlen von 1780 bis 2011 | Zella: Einwohnerzahlen von 1780 bis 2011 |
| --- | ---------------------------------------- | ---------------------------------------- | ---------------------------------------- | ---------------------------------------- |
| Jahr |                                          |                                          |                                          | Einwohner                                |
| 1780 | 1780                                     |                                          | 127                                      | 127                                      |
| 1800 | 1800                                     |                                          | ?                                        | ?                                        |
| 1834 | 1834                                     |                                          | 237                                      | 237                                      |
| 1840 | 1840                                     |                                          | 222                                      | 222                                      |
| 1846 | 1846                                     |                                          | 225                                      | 225                                      |
| 1852 | 1852                                     |                                          | 229                                      | 229                                      |
| 1858 | 1858                                     |                                          | 215                                      | 215                                      |
| 1864 | 1864                                     |                                          | 207                                      | 207                                      |
| 1871 | 1871                                     |                                          | 200                                      | 200                                      |
| 1875 | 1875                                     |                                          | 216                                      | 216                                      |
| 1885 | 1885                                     |                                          | 225                                      | 225                                      |
| 1895 | 1895                                     |                                          | 212                                      | 212                                      |
| 1905 | 1905                                     |                                          | 194                                      | 194                                      |
| 1910 | 1910                                     |                                          | 221                                      | 221                                      |
| 1925 | 1925                                     |                                          | 237                                      | 237                                      |
| 1939 | 1939                                     |                                          | 205                                      | 205                                      |
| 1946 | 1946                                     |                                          | 330                                      | 330                                      |
| 1950 | 1950                                     |                                          | 303                                      | 303                                      |
| 1956 | 1956                                     |                                          | 251                                      | 251                                      |
| 1961 | 1961                                     |                                          | 242                                      | 242                                      |
| 1967 | 1967                                     |                                          | 240                                      | 240                                      |
| 1970 | 1970                                     |                                          | 230                                      | 230                                      |
| 1980 | 1980                                     |                                          | ?                                        | ?                                        |
| 1990 | 1990                                     |                                          | ?                                        | ?                                        |
| 2000 | 2000                                     |                                          | ?                                        | ?                                        |
| 2011 | 2011                                     |                                          | 230                                      | 230                                      |
| Datenquelle: Historisches Gemeindeverzeichnis für Hessen: Die Bevölkerung der Gemeinden 1834 bis 1967. Wiesbaden: Hessisches Statistisches Landesamt, 1968. Weitere Quellen: LAGIS; Zensus 2011 |                                          |                                          |                                          |                                          |

Historische Erwerbstätigkeit
| • 1780: | 4 Leineweber (zugleich Ackerleute), ein Schneider, eon Schmied, zwei Wirte, ein Wagner, ein Müller, drei Tagelöhner, zwei einzelne Weibspersonen; 8 reine Ackerleute |
| • 1838  | Familien: 10 Ackerbau, 12 Gewerbe, 14 Tagelöhner |
| • 1961  | Erwerbspersonen: 63 Land- und Forstwirtschaft, 44 produzierendes Gewerbe, 7 Handel und Verkehr, 4 Dienstleistung und Sonstiges                                       |

## Religion

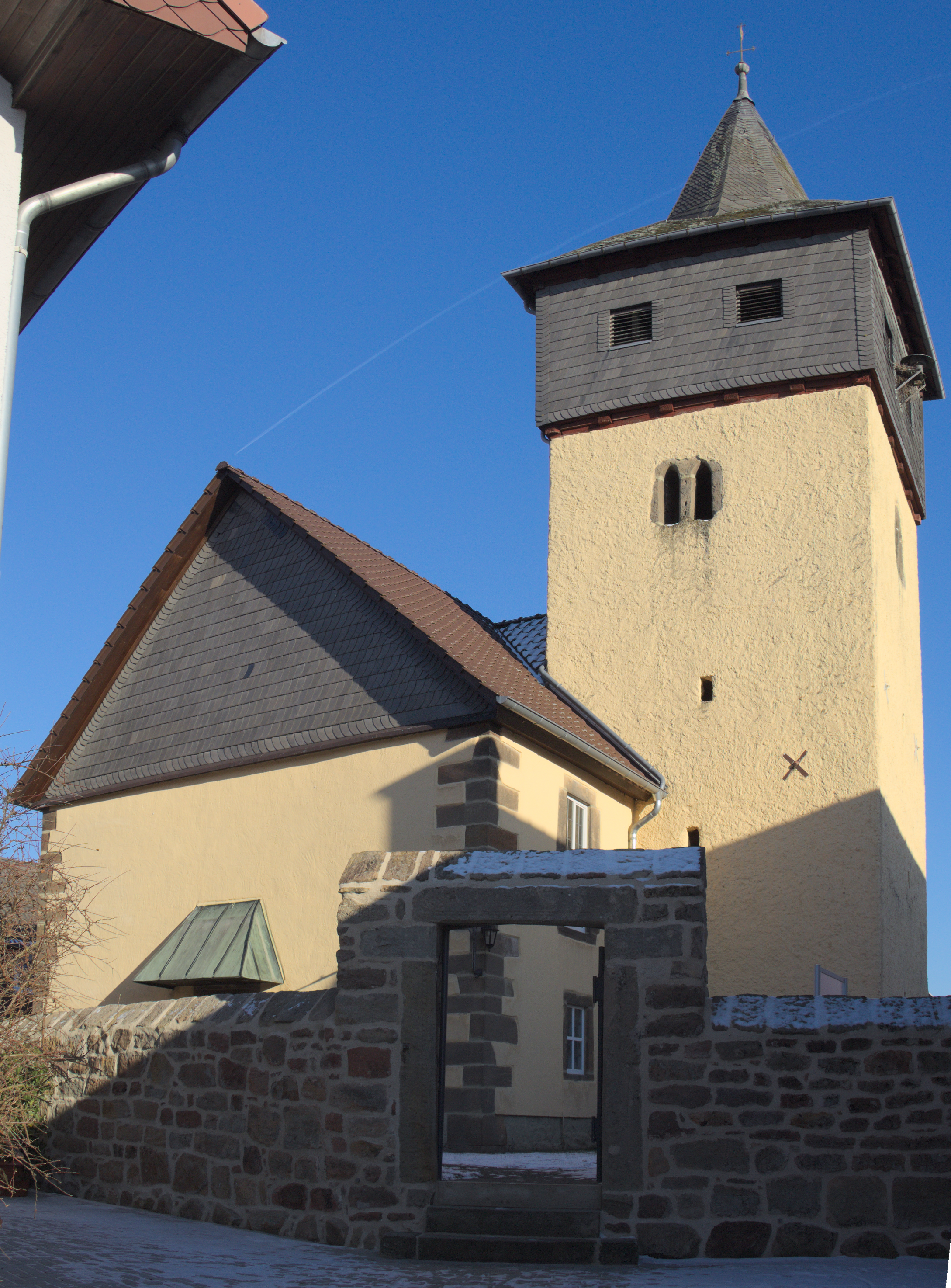
Die Evangelische Kirche von Niederjossa

Um 1450 war das Dorf nach Grebenau eingepfarrt. Der Bekenntniswechsel im Zuge der Einführung der Reformation in der Landgrafschaft Hessen erfolgte ab 1526. 1585 und später war das Dorf nach Breitenbach eingepfarrt.
Die Kirche wurde 1626 erbaut. Sie bestand bis 1960.
Zum evangelisch-reformierten Kirchspiel Breitenbach gehören fünf Dörfer: Breitenbach mit den drei eingepfarrten Gemeinden Gehau, Machtlos und Oberjossa sowie die selbstständige Kirchengemeinde Hatterode.
Historische Religionszugehörigkeit
| Quelle: Historisches Ortslexikon |                                                                     |
| • 1861:                          | 257 evangelisch-reformierte, zwei evangelisch-lutherische Einwohner |
| • 1885:                          | 209 evangelische (= 100 %) Einwohner                                |
| • 1961:                          | 221 evangelische (= 91,32 %), 21 katholische (= 8,68 %) Einwohner   |

## Politik
Für Oberjossa besteht ein Ortsbezirk (Gebiete der ehemaligen Gemeinde Oberjossa) mit Ortsbeirat und Ortsvorsteher nach der Hessischen Gemeindeordnung. Der Ortsbeirat besteht aus fünf Mitgliedern.
Bei den Kommunalwahlen in Hessen 2021 betrug die Wahlbeteiligung zum Ortsbeirat Oberjossa 59,9 %. Alle Kandidaten gehörten der „Gemeinschaftsliste Oberjossa“ an. Der Ortsbeirat wählte Heinrich Stiebing zum Ortsvorsteher.